# كريستيان إل. هولم
كريستيان إل. هولم (بالنرويجية البوكمول: Chr. L. Holm)‏ هو سياسي نرويجي، ولد في 6 مايو 1892 في النرويج، وتوفي في 30 مارس 1981. حزبياً، نشط في حزب المحافظين. وقد انتخب عضو برلمان النرويج ‏.